# Юльста (станція метро)
59°23′46″ пн. ш. 17°53′16″ сх. д. / 59.396111111111° пн. ш. 17.887777777778° сх. д.
«Юльста» (швед. Hjulsta) — станція Стокгольмського метрополітену. 
Розташована на синій лінії, обслуговується потягами маршруту Т10. 
Була відкрита 31 серпня 1975 року. 
Відстань від станції Кунгстредгорден складає 14,3 км.
У районі, де знаходиться станція, мешкає велика кількість іммігрантів.
Пасажирообіг станції в будень —	2,250 осіб (2019)

Розташована у районі Юльста у північному Стокгольмі. Станція метро Юльста є кінцевою станцією маршруту T10 Кунгстредгорден — Юльста синьої лінії. 
Конструкція: односклепінна глибокого закладення (тбіліського типу) з однією прямою острівною платформою
Оздобленням займалися кілька художників - Кристина Рундквіст Андерссон, Олле Магнуссон, Руфь Рудфельдт. 

## Операції
| Попередня станція | Лінія | Лінія     | Лінія | Наступна станція          |
| ----------------- | ----- | --------- | ----- | ------------------------- |
| Кінцева           |       | Лінія T10 |       | Тенста до Кунгстредгорден |